# Ryūji Bando
Ryūji Bando (播戸 竜二 Bando Ryūji?) (Himeji, Hyōgo, 2 de agosto de 1979) es un exfutbolista japonés. Jugó como delantero en el F.C. Ryukyu.

## Clubes
| Club                       | País  | Año         |
| -------------------------- | ----- | ----------- |
| Gamba Osaka                | Japón | 1998 - 2002 |
| Consadole Sapporo (cedido) | Japón | 2000 - 2001 |
| Vissel Kobe (cedido)       | Japón | 2002        |
| Vissel Kobe                | Japón | 2003 - 2005 |
| Gamba Osaka                | Japón | 2006 - 2009 |
| Cerezo Osaka               | Japón | 2010 - 2013 |
| Sagan Tosu (cedido)        | Japón | 2013        |
| Sagan Tosu                 | Japón | 2014        |
| Omiya Ardija               | Japón | 2015 - 2017 |
| F.C. Ryukyu                | Japón | 2018        |

## Palmarés

### Campeonatos nacionales
| Título             | Club        | País  | Año  |
| ------------------ | ----------- | ----- | ---- |
| Supercopa de Japón | Gamba Osaka | Japón | 2007 |
| Copa J. League     | Gamba Osaka | Japón | 2007 |
| Copa del Emperador | Gamba Osaka | Japón | 2008 |
| Copa del Emperador | Gamba Osaka | Japón | 2009 |

### Campeonatos internacionales
| Título                            | Club        | País  | Año  |
| --------------------------------- | ----------- | ----- | ---- |
| Campeonato Pan-Pacífico de Clubes | Gamba Osaka | Japón | 2008 |
| Liga de Campeones de la AFC       | Gamba Osaka | Japón | 2008 |

- Datos: Q558910